# Wangdue Phodrang (plaats)
Wangdue Phodrang is een plaats in Bhutan en is de hoofdplaats van het district Wangdue Phodrang.
In 2017 telde Wangdue Phodrang 7507 inwoners.

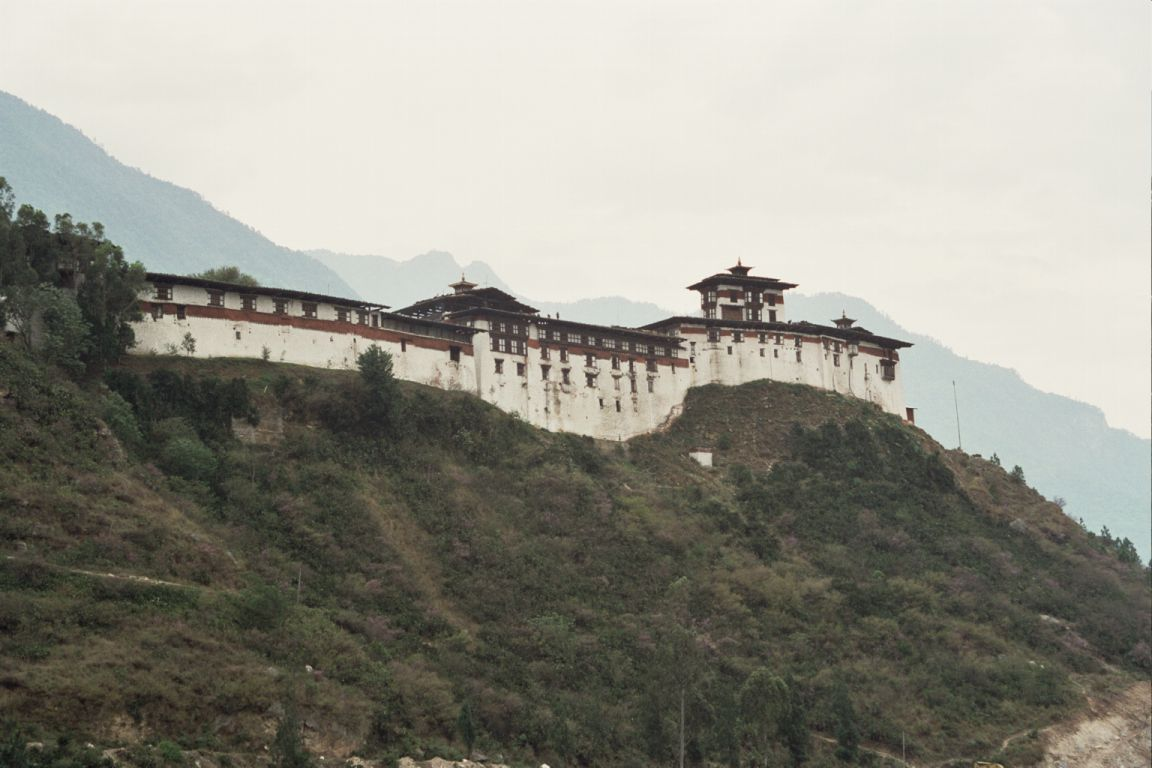
Dzong in Wangdue Phodrang

## Geschiedenis

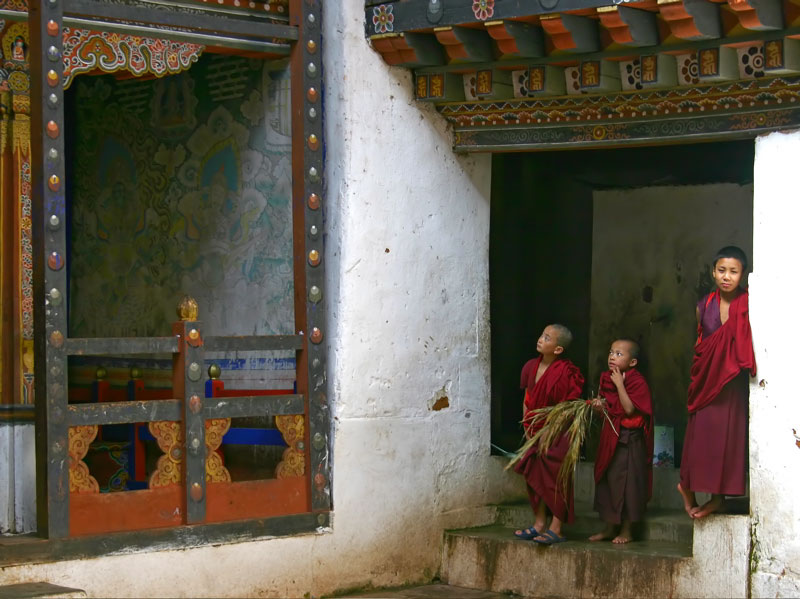
Getsi (novieten) in Wangdi Phodrang Dzong, Bhutan

De stad heeft dezelfde naam als de dzong die in 1638 werd gebouwd en de omgeving domineert. De naam is mogelijk gegeven door Ngawang Namgyal (1594 - 1651), de eerste Shabdrung Rinpoche, die een goede locatie voor een dzong zocht om overvallen vanuit het zuiden te voorkomen. Hij zou op die plaats een spelende jongen genaamd Wangdi hebben ontmoet en daarom de plaats "Wangdi's paleis" hebben genoemd.
De dzong werd in de middag van 24 juni 2012 door brand getroffen. Omdat er een renovatie aan de gang was, waren de meeste historische en waardevolle voorwerpen echter verwijderd en elders opgeslagen. Al kort na de brand doneerden meer dan 1000 Japanners een totaal bedrag van ruim US$ 134.500 aan het Wangdue Phodrang Herbouwfonds. In het vervolg werden ook andere giften ontvangen. De herbouw was in 2018 tot over de helft gevorderd en zou in 2021 klaar moeten zijn.

## Geografie

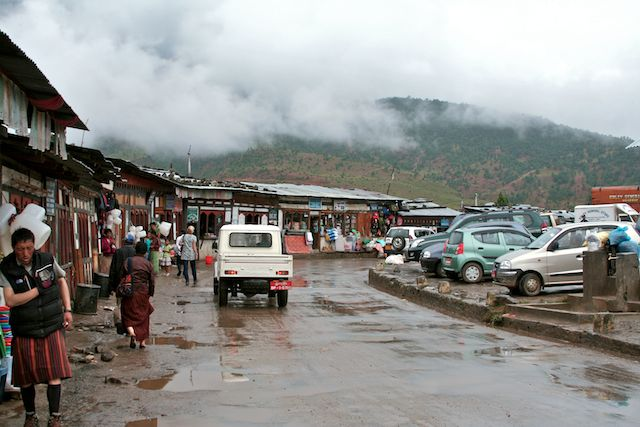
De oude stad van Wangdue Phodrang

Wangdue Phodrang en de dzong liggen op een smalle bergrug boven de Puna Tsang Chhu-rivier op een hoogte van ongeveer 1250 meter. De plaats heeft 7500 inwoners en is daarmee een vrij belangrijke plaats in dit landsdeel. Van economische betekenis zijn de landbouw en ook de handel, omdat het een verkeersknooppunt is. De toeristische infrastructuur is zich aan het ontwikkelen omdat er in Wangdue Phodrang en directe omgeving veel bezienswaardigheden zijn te vinden.   
Het toenemende verkeer aan het begin van de 21e eeuw dwingt tot een verplaatsing van een deel van de stad, naar een vlak gebied ten oosten van de rivier, ongeveer 4 km ten noorden van de dzong. Hiermee is inmiddels een begin gemaakt, al bevinden veel van de voorzieningen zich nog in de oude stadsdelen.
De omgeving van de plaats heeft een (warm) Chinaklimaat. De gemiddelde maximumtemperatuur overdag bedraagt van mei t/m september circa 28 °C  en in januari/februari 18 °C. De jaarlijkse neerslaghoeveelheid ligt rond de 800 mm. De natste maand is juli met 168 mm neerslag, in december valt slechts 5 mm.

##### Bereikbaarheid
Wangdi Phodrang beschikt over drie verharde wegen. De lateraalweg is de belangrijke hoofdweg vanuit het westen naar het oosten van Bhutan. Deze komt vanuit het westen via Dochu Pass, steekt de Sankoshrivier bij Wangdi Phodrang Dzong over, en gaat verder naar Tongsa in het oosten. Een tweede weg gaat vanuit Wangdi Phodrang naar Punakha Dzong in het noorden. Deze gaat daar over in een voetpad naar het Gasadistrict.
De derde weg takt af vanaf de eerste nabij de Pele pas halverwege Wangdi en Tongsa, gaat een klein stuk naar het zuiden naar het Gangtengklooster en de Phobjikha vallei, waar zeldzame zwarthalskraanvogels voorkomen.